# Eremaea fimbriata
Eremaea fimbriata är en myrtenväxtart som beskrevs av John Lindley. Eremaea fimbriata ingår i släktet Eremaea och familjen myrtenväxter. Inga underarter finns listade i Catalogue of Life.